# Fulenbach
Fulenbach est une commune suisse du canton de Soleure, située dans le district d'Olten.

Vue aérienne de 300 m par Walter Mittelholzer (1923)